# Hiroshi Noma
Hiroshi Noma (野間 宏, Noma Hiroshi, 23 février 1915 à Kobe - 2 janvier 1991 à Tokyo) est un écrivain japonais.
Fils d'un prêtre bouddhiste, il s'intéresse jeune au marxisme. Il s’enthousiasme pour la poésie symbolique française, lit les œuvres de James Joyce, André Gide et Marcel Proust et est élève du poète Takeuchi Katsutarō avant d'entrer en 1935 à l'université de Kyoto.
En 1941, il est enrôlé au service militaire et prend part à des combats en Chine et aux Philippines. Après avoir été rejeté de l'armée à cause d'une infection paludéenne, il rejoint en 1944, le parti communiste japonais, dont il est cependant exclu plus tard.
Il fait ses débuts en 1946 avec le roman Kurai e. Son œuvre la plus importante est le roman anti-militariste Shinkū chitai (1952), pour lequel il est récompensé du prix Mainichi de la culture. Il est par ailleurs lauréat en 1971 du prix Tanizaki pour le roman Seinen no wa et en 1988 du prix Asahi.

## Liste des œuvres traduites en français
- 1946 : Corps à corps (Futatsu no nikutai), dans Les Ailes La Grenade Les Cheveux blancs et douze autres récits (1945-1960), nouvelle traduite par Marion Saucier, Editions Le Calligraphe-Picquier, 1986 (réédition Editions Philippe Picquier, 1991) ; Anthologie de nouvelles japonaises (Tome II - 1945-1955) - Les Ailes La Grenade Les Cheveux blancs, Picquier poche, 1998.
- 1947 : Et la lune rouge se leva dans son visage (顔の中の赤い月), dans Anthologie de nouvelles japonaises contemporaines (Tome II), nouvelle traduite par France Dhorne, Gallimard, 1989.
- 1952 : Zone de vide (真空地帯), roman traduit à l'Université de Tokyo et rédaction définitive par Henriette de Boissel, Editions le Sycomore, 1954.

## Source de la traduction
- (de) Cet article est partiellement ou en totalité issu de l’article de Wikipédia en allemand intitulé « Noma Hiroshi » (voir la liste des auteurs).